# Autobahndreieck Moseltal
Autobahndreieck Moseltal (AD Moseltal, Dreieck Moseltal) – węzeł drogowy na skrzyżowaniu autostrad A1 i A602 oraz drogi krajowej B49 w kraju związkowym Nadrenia-Palatynat w Niemczech. Nazwa węzła pochodzi od doliny rzeki Mozela.
| Z                | Do              | Średnie dzienne natężenie ruchu |
| ---------------- | --------------- | ------------------------------- |
| AS Schweich (A1) | AD Moseltal     | 34 900                          |
| AD Moseltal      | AS Mehring (A1) | 30 400                          |
| AS Kenn (A602)   | AD Moseltal     | 46 900                          |